# Ceresium sublucidum
Ceresium sublucidum là một loài bọ cánh cứng trong họ Cerambycidae.